# 所得倍増計画
所得倍増計画（しょとくばいぞうけいかく）は、岸信介内閣が手にかけ、1960年に岸内閣の通商産業大臣で計画の推進役であった池田勇人が首相就任後に政策を本格化させた長期経済計画。池田内閣で閣議決定された際の名称は国民所得倍増計画（こくみんしょとくばいぞうけいかく）という。この計画では、翌1961年4月期からの10年間に実質国民総生産を26兆円にまで倍増させることを目標に掲げたが、その後日本経済は計画以上の成長に至った。立案は経済学者の下村治。

## 概要
日本の経済史においては、1956年4月から1973年11月頃までを高度経済成長期と呼び、この間、日本は年平均10%という驚異的な経済成長を遂げた。中でも特に、1960年に首相に就任した池田勇人が打ち出した「国民所得倍増計画」によって、成長体制が整備された。
池田は「国民所得倍増計画」を打ち出し、国民総生産を10年以内に26兆円（1958年度価格）に倍増させて、国民の生活水準を西ヨーロッパ先進国並みに到達させるという経済成長目標を設定し、内政と外交を結びつけることで、完全雇用の達成と福祉国家の実現、国民各層間の所得分布の是正をはかることを目指した。さらに租税、社会保障、公共事業を三本柱として経済成長を推進させた。
また悪い表現でいえば"仕事中毒"の出発点でもある。
日本の第二次世界大戦後の長期経済計画としては、1957年の岸信介内閣による「新長期経済計画」に代わるものであり、1960年12月27日に池田内閣により閣議決定された。池田内閣による所得倍増計画のもとで日本における実質国民総生産は約4年（1964年8月期）、国民一人当り実質国民所得は約7年（1967年10月期）で倍増した。一方で高度成長によるひずみの是正や社会資本整備が求められ、その後、佐藤栄作内閣で「中期経済計画」（1965年）および「経済社会発展計画」（1967）が策定された。
一方、これに異を唱えた福田赳夫は1962年に反池田集団「党風刷新連盟」を結成した。現在の清和政策研究会の前身である。

## 実施に至る経緯
「国民所得倍増計画」が、池田内閣で世に出るまでは複雑な経緯を辿っている。そもそもこの"高度経済成長政策"の理論的骨格は、宏池会が結成された1957年頃から、池田の指示を受けた下村治たち池田のブレーンが、ケインズ経済学を初めて導入して、日本経済と国民生活がこれからの10年間にどこまで豊かになれるかという潜在成長力の推計を大蔵省内の一室で続け、池田とのディスカッションを経て練り上げたものが"大元"である。当時から、この経済成長政策に"月給二倍"、"所得倍増"という考えが池田の頭に既にあったとする文献もあるが、1958年頃はまだはっきりとは無かったものと思われる。池田がはっきり、"倍増"という発想を明確にしたのは、読売新聞1959年1月3日付朝刊に掲載された一橋大学教授の中山伊知郎の短いエッセイを読んだのがきっかけとされる。このエッセイには、新聞社の整理部員が「賃金2倍を提唱」という見出しがあった。内容以上に見出しの"賃金2倍"の言葉が池田の心を捉えた。月給が2倍になるという具体的なイメージを、理論とは別の「そうならざるを得ない」といった展開性を持った構想を高めていった。下村は「日本経済の成長可能性が、当時国民全体が感じている状態より非常に強いと、池田さんがだんだん感じをつかんだんじゃないかと思います」と述べている。
池田は1959年2月22日に郷里広島の演説会で「月給倍増論」を初めて口に出した。同市の天城旅館に宮澤喜一、大平正芳、登坂重次郎が集まった際に、池田が「月給倍増はいかん。月給というと給料取りばかりが相手だと思われる。"所得倍増"にしよう」と言ったといわれ、時系列的には若干合わないものの、この辺りで"所得倍増"というフレーズが生まれたものと見られる。
広島からの帰途、大阪に立ち寄り、100人余りの関西財界人の前で再び「月給倍増論」を唱えたが「春闘を控えて、いたずらに労働者側に甘い期待を抱かせることになる」「月給を二倍にすると、必ずインフレになる。無理に生産力を伸ばせば、輸入が激増し国際収支が大幅赤字になる」といった反対論が噴出した。池田は誤解を解く必要があると思い、帰郷後3月9日の『日本経済新聞』朝刊「経済時評」の欄に「私の月給倍増論」と題する小論を発表した。内容は「いま月給をすぐ二倍に引上げるというのではなく、国民の努力と政策のよろしきをえれば生産が向上する。せっかく力が充実し、国民経済が成長しようとしているのに、これを無理に抑えている。いま日本でインフレの心配は少しもない」というようなものだった。この議論は大きな反響を呼び、「国民総生産」という経済用語が、初めて政治家によってマスメディアに持ち出されたといわれる。
一方で、自由民主党幹事長だった福田赳夫が「岸総理に『所得倍増』をいわせるんだ」と言っていたという。経済企画庁の大来佐武郎が、福田が幹事長だったときに説明に言ったら福田が「何か二倍になるものはないか」と言ったと証言しており、福田の幹事長就任は1959年1月のため、福田は池田の『所得倍増』のアイデアを盗み、池田-下村ラインの経済政策を岸-福田ラインが内閣の方針として取り込もうとしたものと考えられる。池田が1959年6月の参院選でも党内野党として「月給倍増論」を活発に繰り返すに及んで、岸は池田を強力な反主流派に留めておくべきでないと判断し、第2次岸内閣 (改造)の際に「所得倍増計画」の実現を任せると約束して池田を経済産業大臣として入閣させた。
岸内閣での入閣後
池田は、早速組閣直後の閣議で、首相談話原案中に書かれた「10年で所得を倍増させる」という文章から「10年」という文字を削除させ、「10年」以内に所得倍増が可能であることを強調し、内閣を主導した。池田は入閣によって次期政権の機会を捉えようとし、政府側の経済政策を積極論へ転換させることに力を注ぎ、ブレーンたちと「所得倍増計画」の原型を作っていく。岸は池田の政策構想を福田に牽制させる体制を作ろうとし、福田を蔵相に据える構想を抱いたが、弟の佐藤栄作が蔵相の留任に固執したため福田は農相に就任した。池田はこの通産大臣時代に「所得倍増計画」と同じような積極財政論を公表していたが、岸内閣は翌年の安保闘争による総辞職に至るまでこの問題にかかりきりで新政策を展開する余裕がなかった、1959年10月、自民党内に設置された経済調査会が出した報告に池田や佐藤が「具体的データが不足している」などとその内容にクレームを付け、白紙に戻された。党の基本構想を葬り去った池田の背後には「下村プラン」が控えており、既に骨格を作り上げていたため、党の基本構想のデータの欠陥を指摘し得たのである。やむなく岸内閣は11月26日、あらためて経済審議会（石川一郎会長）に諮問したが、この年9月にあった伊勢湾台風の被害に対応するため、1960年度の予算編成は、国土保全政策に重点的な支出配分を行うものになり、「所得倍増計画」に重点を置くことができなかった。
大来佐武郎はこの11月の答申から12月の閣議決定の間も池田が狙っていた高度成長と違うと相当揉めたと話している。福田もかねてから長期経済計画を持っていたため、池田が「月給二倍論」を唱えるのに対抗して「生産力倍増十ヵ年計画」を構想した。福田は、これに池田が影響を受けたと話しているが、池田サイドから福田のそれに影響を受けたとする証言がない。「福田が池田の構想を先取りしようと考えた」と書かれた文献もある。福田は「積極財政」の池田とは逆の「均衡財政」志向の「安定経済成長論」を唱え続け、後に政務調査会長だった第2次池田内閣のとき「国民所得倍増計画」を批判して池田に更迭された人である。戦後最初の経済計画は第3次鳩山一郎内閣が1955年12月に決定した「経済自立五ヶ年計画」といわれており、当然ながら福田以外にも同時期に経済成長政策を構想していた政治家もいたと思われ、また「所得倍増計画」に一部に共通する部分があるとしても、同じ経済成長政策のため似ている部分があっても不思議はない。藤山愛一郎は「福田君の安定成長論は私のマネをした」と述べている。福田は「池田氏の所得倍増は月給二倍論で非常に危険だった。背景には消費美徳論、二宮尊徳批判論があった。これが定着すると消費をあおり、その後の政治が難しくなる。これをひっくり返すため私は、安定成長論を持ち出したんだ」と語っている。下村は「所得倍増計画が10年計画だったが、それは前半の5年ぐらいで、あとの後半は全然考えの違った人たちに計画が委ねられたことが、最も不幸だった」と述べている。鳩山内閣の「経済自立五ヶ年計画」や、岸内閣の「新長期経済計画」も、年平均5〜6%の成長率を政策運営の前提とし、従来の経済計画はいずれも5ヵ年を目途とする計画であったのに対して、この計画は1970年を目標年次とする10ヵ年計画であった。より長期的視点で日本経済の性格を決定したという意味で「所得倍増計画」は大きな役割を果たした。
またそれまでの経済計画が、"安定成長"を志向したのに対して、池田は市場経済システムを強化することを主眼としていた。当時の民間経済界やエコノミストの間では、日本の経済成長は、戦後の復興段階を終えて、屈折点を迎え、鈍化するのではないかとする見方が根強かったが、この計画は全く趣を異にしていた。池田内閣の「国民所得倍増計画」は、このような殻を打ち破ろうとする政策だったのである。岸や福田が所得倍増計画を作った、とする文献も散見されるが、「所得倍増」というアイデアは中山伊知郎のエッセイをヒントに池田が思いつき、取り入れたものであり、池田は「所得倍増計画」を自身の内閣の一枚看板にするほど重きを置いたが、岸と福田が経済政策にどれほど熱を入れていたのか不明である。岸は経済政策を軽蔑していたともいわれる。
また、この二人がプレゼンテーションして国民に受け入れられたのかという疑問もある。宮崎勇は「岸内閣のときは大蔵省も反対し、佐藤栄作蔵相も『倍増なんて数字ではなかなかできない』と言っていたのに、池田さんが総理になってやるということになると、『これは協力すべきだ』と変わった」と証言しており、池田の時代になってから本格的になったといえる。
「国民所得倍増計画」は、独自に人心に訴える効果があり、その後の日本の進路を決する重要な選択として世間に知られることになった。立案には約3年間を費やし、民間の有識者など各方面から1000人ほどの意見を聞いて練り上げたともいわれ、最終的には池田が首相就任後の1960年9月、池田とその側近である下村、大平、宮澤らも含めて、役所が総がかりで池田内閣として政策体系にまとめ上げた。宮崎勇は「池田さんは下村さんを中心とした個人的ブレーンを使っていたから、私どもが『倍増計画』を経済審議会の意向を受けて仕事をこなす以外に、池田さんとのブレーンとも調整を進めなくてはならず、複雑な機構になっていた」などと述べている。下村は「経済企画庁が作った所得倍増計画と自身のもの（下村プラン）とは、全く違う発想で、池田内閣になって、池田さんの意見が出てきたので、総理大臣の意見を無視するわけにもいかないので、何とかある程度総理大臣の意見をくんだものをつくるということが最後に決まった」と述べている。
「国民所得倍増計画」は、池田のアナウンスも含めて、国民各層の意欲を喚起するだけの新鮮な響きを持っていて、提唱が現実の施策として時宜を得ていたから池田内閣のときに、国民に受け入れられたといえ、日本経済と国民生活がこれから10年間に、どこまで、どう、豊かになるのか、分かりやすく、かつ緻密に示したことが刮目に値する。側近の前尾などは「所得倍増計画」は選挙までと思っていたが、池田政権の約4年の間、細かい不況などの逆境があったが強気の姿勢・政策を取り続けた。
沢木耕太郎は「所得倍増計画」の辿った運命について以下のように表現している。「池田とそのブレーンが生み出した"発想"としての『所得倍増』が、福田赳夫の機転により岸内閣のもとにかすみとられ、経済企画庁の"計画化"という長いトンネルに放り込まれ、そのトンネルがあまりにも長すぎ『所得倍増』が『国民所得倍増計画』の衣装をまとってトンネルを抜け出したときには、向こう側で待っていたのが放り込んだ者ではなく、"発想"をかすみとられた人々だったという皮肉な巡り合わせになる。池田にとって幸運だったのは"計画"としての『所得倍増』が岸内閣の手に渡されなかったことである。もし"計画化"が早くなされ、岸内閣の手に渡っていれば、『所得倍増』が明確な思想のもとに"政策化"されることもなく、ブームとなることもなかったろう。その処女性を失うだけで棚ざらしのまま、それまでのいくつかの政府長期計画のように意味のないものとなって消えただけだろう。そして、1960年代の政治状況は決定的に異なっていたかもしれない」。すべての始まりとなった中山伊知郎は「あの文章が池田さんの『所得倍増』を生んだとは、どうしてもぼくには思えないんですよ。ぼくは『所得倍増』という言葉を作った覚えもない。その当時のぼくが考えていたのは、高賃金の経済というものが日本でも可能なのではないかということでした。経営者は賃金のコストの面ばかりを見て抑えつけようとするが、賃金のもうひとつの側面である所得をあげることこそが、かえって生産性を上昇させ労働争議のロスを少なくさせ、社会全体にとってよいものなのだということを主張したかったわけです。賃金を二倍にしてもやっていけるような経済を作っていこうという、いわば夢を述べてわけなんですね。『所得倍増』は、ぼくのこの考えを基礎にしたものではありません。二つは無縁なものだと思いますね」と語っている。岡崎哲二はこのような「所得倍増計画」をめぐる経緯に関して「当時の自民党の中に政策的・政治的な立場を異にする複数の有力な政治家とそれを支えるグループ（派閥）が、厳しく対立しつつ政治的な駆け引きを行っており、そのことが自民党と日本の政治全体に活力を与えていた点」を評価し「派閥の積極的な意味にあらためて目をむけるべき」と論じている。

## 所得倍増計画とその要諦
1960年7月19日に池田は内閣総理大臣に就任し、9月5日に「所得倍増論」の骨子を発表。「今後の実質経済成長率を経済企画庁は年率7.2%といっているが、私の考えでは低すぎる。少なくとも年率9%は成長すると確信している」「過去の実績から見て、1961年度以降3ヵ年に年平均9%は可能であり、国民所得を1人あたり1960年度の約12万円から、1963年度には約15万円に伸ばす。これを達成するために適切な施策を行っていけば、10年後には国民所得は2倍以上になる」「9%程度の成長がないと、10年間で完全雇用と、生活水準を西ヨーロッパ並みに引き上げることはできない」などとした。名目経済成長率年平均9%は、池田の裁断で決めたといわれ、外人記者は「ナイン・パーセント・マン」と打電した。
「所得倍増論」は、はじめは非現実な人気取りと見られ、野党、エコノミスト、マスコミ、一部与党内、また多くの国民の反応は冷ややかで、実現不可能と思われていた。また実現したとしてもインフレーションが起こり、実質賃金が上がるわけではない、話がうますぎる、"絵に描いた餅"だなどと懐疑的に見られていた。都留重人は「日本経済は伸びているように見えるが、それは"回復であって"成長"ではない」などと「所得倍増論」は本質を見誤った錯覚と切り捨てた。エコノミストの多くは「所得倍増論」を愚かな暴論としか取り扱わず、痛烈な批判を浴びせた。
しかし池田は、国際政治経済の大きなうねりや、国内に於いても1964年東京オリンピック開催に向け、大規模なインフラストラクチャーの整備という公共事業が控えていたこと、家電分野を中心にイノベーションが始まっていて、農村を中心とする地方からの勤勉な労働力にも恵まれているといった国内外に於ける成長へのうねりを見据えていた。
9月7日の記者会見で「憲法改正はいま考えていない」と発言、憲法改正を棚上げすることで国民の懸念を和らげるとともに、経済重視の姿勢を強調した。翌日は選挙遊説のスタートを「新政策発表会」と称して、学校法人共立女子学園で行い、テレビ全局で生中継された。
11月20日の第29回衆議院議員総選挙で自民党は当時戦後最多の296議席を獲得して圧勝、12月8日に第2次池田内閣が発足すると、「所得倍増」を目指す構想は実行に移り、12月27日に「国民所得倍増計画」が閣議決定する。計画は第一表「将来人口」から始まる26個の計画表からなるが、その主目標は、1970年度の実質国民総生産を26兆円、すなわち1960年度のそれの二倍の大きさまでに成長させることに置かれた。「経済の安定的成長の極大化」を通じて「国民生活水準の顕著な向上と完全雇用の達成」を企図した、社会理念としての「高度成長」を高らかに宣言した。株価は安保騒ぎに嫌気して低迷していたが、池田の登場を歓迎して急速に回復し「所得倍増政策」の発表をうけて史上最高値を実現した。「国民所得倍増計画」は、戦後政治の流れを大きく転換する大政策となった。大幅な減税を続けながら、次々と得意の経済政策を打ち出していく。その後30年近くも続く「成長の時代」の幕開けであった。具体的処方として次の五つが挙げられる。
- 鉄道・道路・港湾・工業用水道など、相対的に立ち遅れたインフラストラクチャーの整備[70][112][113]。
- 産業構造の高度化、すなわち工業化へ向けての誘導、生産性の高い部門へ労働力の移動[20][70]。
- 自由貿易の推進と上記の重化学工業による生産性向上により国際競争を勝ち抜くこと[13][27][70][114]。
- 人的能力の向上と科学技術の振興により、従来経済と切り離されていた教育・研究などの文教問題を経済成長と関連付け、文教政策に積極的に取り組む[20][70]。
- 二重構造の緩和と社会的安定の確保[70]。経済的成長の背面に噴出が予想される産業構造の転換にともなう摩擦的失業、資金格差などの問題への対処。福祉の推進[70]。

「国民所得倍増計画」は「生産第一主義」「経済成長至上主義」「科学技術万能主義」などと呼称される「高度成長のパラダイム」の政策綱領として以後10年の間、席巻を極めた。それはこの後自民党長期政権下での開発政策の基礎となった。また国民もそれが人間の至福をかなえる手段だと刷り込まれていった。

## 全国総合開発計画（全総）
「所得倍増政策」の一環として、1962年10月に閣議決定した東京、名古屋、大阪、北九州を繋ぐ「太平洋ベルト地帯」に工業地帯を形成する「全国総合開発計画」（全総）は、戦後日本の国土計画の原点といわれる。同計画により、東京から九州北部に至る太平洋沿岸地域が、基幹インフラ整備の中核に位置づけられ、太平洋ベルト地帯を中心とする拠点開発構想が推進された。
元々、1950年に「国土形成計画法」が制定されて仕事は始まっていたが、国として正式に決定しうるような計画が作れないでいた。1950年代の仕事は、米作りのための用水路や発電、ダム建設、治水工事、災害対策といった戦後復興が主だったが「所得倍増計画」ができて、国土をいかに開発するかという中心テーマが確定し、一気に工業化の施策が進展した。また関連の「新産業都市建設促進法」「工業整備特別地域整備促進法」、これに漏れた地域の発展のために「低開発地域工業開発促進法」が1961年から1964年にかけて、「農業基本法」「中小企業基本法」「沿岸漁業等振興法」「森林・林業基本法」の四大産業基本法や「海運再建整備法」を任期中に策定し、産業の工業化を推進した。
「全国総合開発計画」（全総）の策定の中心は下河辺淳で、池田内閣による「所得倍増計画」を推進する地域開発の諸問題解決を目的とし、全国を均衡に発展させるという趣旨で、これにより経済計画からブレークダウンして国土計画が決定されるという、その後のパターンを定着させた。
「太平洋ベルト」に重化学工業地帯を出現させることを通じて「高度経済成長」に貢献した。工業化が沿岸部で進んだ大きな理由は、原料が全部輸入のため船で運んでこなければならず経済的だったからである。例えば鉄鋼業のライバルだったアメリカのピッツバーグは、ニューオーリンズ港に原料を持ってきて、それから川船や鉄道で五大湖の方へ持ってきていたが、日本は技術革新でタンカーを安く造り、一番安い原料を世界中から探し出して運び、アメリカより低コストで鉄鋼を作った。日本の人口が農村から太平洋側に向かって流出し、定住したのは池田内閣の時代が始まりである。
社会資本の充実が経済成長にとって不可欠であるという要件の下、1961年から（1964年修正）5年間に4兆9000億円の道路投資が決定し、任期中に名阪国道、中央自動車道、東名高速道路、中国自動車道や、東京国際空港に代わる成田国際空港建設などが閣議決定されている。また左藤義詮大阪府知事、原口忠次郎神戸市長から「大阪に公団を設立して欲しい」との陳情を受け、阪神高速道路公団の設置を決定させた他、行政に関する公的な事業推進のため、任期中に水資源機構、都市再生機構など公団等を増加させた。民間企業が資金を借りやすくするため政策金利を0.37%引き下げ、さらにおよそ800億円の減税を実施した。一方で二年以内に9割の貿易自由化を決定し、日本企業を海外との競争に向かわせた。このアメとムチの政策により企業は新たに工場を建設するなど一斉に設備投資に走った。
池田はアメリカの物質的な豊かさを評価し、それと結びつくことで日本も豊かになる、アメリカは自動車産業が発達して産業を引っ張っている、だから日本もそのために高速道路を造り、自動車産業を伸ばそうと説いた。減税、社会保障、公共事業の拡大は医療、製薬、建設業、電機メーカーの発展をもたらした。日本国有鉄道の動力近代化計画と複線を本格化し輸送力を強化した。産業構造を軽工業から重工業に転換させ、それまで日本の主要な産業だった繊維や雑貨など軽工業を抑えぎみにして、鉄鋼業、自動車、電機などの産業部門に政府資金の財政投融資を集中的に行い振興を図った。
1963年の「新産業都市建設促進法」や1964年の「工業整備特別地域」などで、太平洋ベルト地帯以外にも工場を誘導していくことが意図され、そこに国から多くの補助金を投入して全国各地で、港湾整備、埋め立て、トンネルの堀削、バイパス道路新設、地方空港、高速道路、新幹線など、産業基盤の大がかりな整備が進行し、国土は大きな変貌を遂げていった。工業先導による地域振興を謳い上げたため、地方公共団体は工場誘致を血眼にした。既存の工業地域の周辺に、鉄鋼・石油精製・石油化学・火力発電所を結ぶコンビナートを造る構想が出され、四日市コンビナートを皮切りに全国各地に工業地帯が続々建設された。これらは日本の海岸の形を変えた。全総の「工業先導性の理論」は、まず大規模工場を誘致すれば、流通業やサービス業は後から付いてくるという理論であった。重化学工業を中心とする企業群が規模の利益を取り入れて規格化、大量化を進めて、工場施設を大型化し、規格品を大量生産する近代工業社会が一挙に完成した。
しかし、開発拠点の指定をめぐり激しい陳情合戦が起こり、結果、地元政治家を中心とした自民党の「利益誘導政治の始まり」、「大企業による土地買い占めによる地価高騰をもたらしただけで、富と人口の分散による国土の均衡ある発展というテーマは実現されずに終わった」、「効率性を重視して大都市圏とその周辺地域に優先的に配分されただけ」、「それは1969年の『新全国総合開発計画（新全総）』に受け継がれ、1972年の田中内閣における『日本列島改造論』につながって、ますます地価の高騰をもたらした」、「わが国の産業構造および地域構造を激変させた」 などの批判も多い。

## 農業基本法
池田は「農地法」制定、米国余剰農産物受け入れ、「農業基本法」制定など、日本の戦後農政に深く関与した。農業、林業、漁業の第一次産業に対して近代化を図り、1961年「所得倍増計画」の重要な柱として社会党と対決してまで、戦後農政の憲法といわれる「農業基本法」を成立させた。
1960年11月12日、選挙史上初の三党首テレビ・ラジオ討論会で、池田は「経済成長率が9%なら農村人口を半分以下にすることになる。日本の農業は、ほかの産業が合理化・近代化されているにもかかわらず、徳川時代と同じ状態である。農業規模の拡大と、多角経営によって、ひとつの企業として成り立つようにしなければならない」、宏池会の機関紙で「農業人口が日本の総人口の40%を占めているのに、農業所得は国民所得の20%に過ぎないのが問題である。そこで農業人口を第二次産業やサービス業に吸収して、農民の一人当たりの所得を増やす方向に持っていきたい」、「今後10年以内に第一次産業就業人口を3分に1程度に減らす」 などと述べ、農業の近代化と合理化、及び農業の発展と農業従事者の地位向上のための施策を定め、「日本を世界の工場にする」という国家目標を打ち出した。「所得倍増計画」による第一次産業から重工業への労働力流入によって、働き手が農業から離れることで海外のように大規模で機械を使った効率的な農業を目指した。商社からの農業機械の購入を奨励して機械化を図り、農家の経営規模を拡大して労働の生産性を上げ、農家所得の上昇と他産業への労働力確保を同時に達成しようとする目的を持っていた。岸内閣末期の通産大臣時代に民間の農政家だった池本喜三夫に目を付け「農業基本法案」を作成させた。
稲作の一貫作業による機械化と農地の大規模化、すなわち干拓が中心的に推し進められた。秋田県の八郎潟を干拓して誕生した大潟村はその象徴であったが、新しい農業のモデルとされたこの村は、その後国の政策に翻弄された。他地域でも農地の集約は進まず「農業基本法」が後押しした農業機械の普及は、機械の借金返済のために農閑期の出稼ぎを増やし、むしろ零細な農家を増加させた。「企業として成りたつ農業」を作るため、1.5ha以下の農家に国の指導・援助はしないという施策を定めたため、多くの農家が廃業・転業を余儀なくされた。
重工業の発展によって不足した労働力は主に農村部からの出稼ぎや、若年労働者の集団就職によって補われたのであるが、この頃に"過疎"という言葉が生まれたといわれる。農家の働き手の男性が高い収入を求めて都会に出るようになり、実家の農作業は妻と老両親（かあちゃん、じいちゃん、ばあちゃん）にゆだねられたことから「三ちゃん農業」と呼ばれた。1963年から64年には農村からの出稼ぎがピークに達し、その数60万人といわれた。革新側は「農地切り捨て論」を訴えたが、結果的に労働力政策としては成功した。
肥料や農薬も飛躍的に普及を遂げ、農家の所得水準は上昇したが、その後の輸入自由化で主要穀物はアメリカの大規模農業に価格で太刀打ちできず、減反政策、食の洋風化に伴う米余り、農地の地価高騰などで「農業基本法」は日本の農業を強くするという目的は果たすことができなかった。また農業に関連する公共事業が進められた半面、利益団体と自民党の癒着も生まれた。里山の破壊も進行した。戦後の農政が置き土産にしたのは、食料自給率40%（1998年）という主要先進国最下位という数字だった。「所得倍増政策」に於いて、重化学工業化をおしすすめる大きな推進力になったのは「全国総合開発計画」ではあるが、それを実現させるための「労働力確保」という点では、すべての政策は同一ともいえる。池田内閣が強力にリードした「所得倍増政策」により、転職の普遍化、学卒、集団就職など、1960年代に若者の就職状況は激変した。

## 貿易自由化推進
神武景気、岩戸景気にみられた日本の著しい経済復興から判断して、アメリカは日本に貿易自由化を要求するようになった。日本としても世界市場に復帰していくためには、米国は勿論、ヨーロッパに対しても自国に市場を開放することは長期的には必要であった。通産大臣を経験した池田は、自由化はそれ自体が目的なのではなく、日本の貿易拡大の手段であるという考えを早くから持ち、日本が先進国入りを果たすには自由化は避けて通れない問題と受け止めていた。宮澤は「池田さんは昭和20年代のドッジ・ラインにさかのぼる、統制から経済的自由主義になっていくころの担い手です。根っこからの自由経済論者、市場経済論者です」と述べている。
当時の省庁は大蔵省が自由化に積極的、通産省は消極的なスタンスをとって牽制し合っていた。1959年6月に通産大臣に就任した池田は自由化構想を省議で解き、佐橋滋重工業局長ら、貿易自由化に消極的な通産官僚を説き伏せた。通産省内で貿易自由化に賛成したのは今井善衛繊維局長一人だったといわれる。今井は池田によく協力した。国内の業界から強い反対を受けたが、池田は経済基盤の整った日本が自由化を断行することは、諸外国の信用を勝ち取る上で必要不可欠で、日本経済を今後伸ばしていく唯一の道は、自由化以外には求められないと考えた。自身の経済政策に揺るぎない自信を抱く池田は、GATTから要求されてやるのではなく、自ら積極的に自由化を受け入れ、日本の産業を国際競争の冷たい風にさらし鍛え上げる、それから世界市場に乗り出す実力を付けるべきだと考えた。
池田の自由化に対するスタンスが「所得倍増計画」に反映された。「所得倍増計画」と「自由化」は車の両輪をなす一体の政策であった。池田は通産大臣の時代から「次」を狙いつつ、経済政策では連続性を有し、貿易自由化においても、常に主導権を握った。通産省や産業界では国内産業の現実の状況に精通しており、貿易自由化の進展には消極的だったといわれるが、貿易自由化を強く支持し1959年12月、池田は自由化に関する最初の決定を行い、綿花とウールの輸入を一切の政府統制から自由にし強力な先例を作った。1960年6月「貿易為替自由化大綱」を閣議決定させ、池田内閣誕生により自由化のスピードが加速、開放経済へと大きく舵を切った。後述する米国・欧州に対する実質的な経済外交は、まず日本経済の自由化、開放化が必須であった。池田の中では、対等な立場での国際経済への参加を実現し、自由な貿易環境の下で日本経済を拡大させる、それこそが戦後日本にとっての国際的な威信につながるという連動するナショナリズムの論理が形成されていたのである。
また日本企業がアメリカ資本に吸収合併されるのではないかという危機感は、大企業同士の大型合併への引き金となった。企業は生き残りを賭け、他社より魅力的な製品を作ろうとこぞって海外から新技術を導入、その件数はそれまでの4倍に達した。これが高度成長の鍵となった技術革新（イノベーション）である。これが一番目に見える形で現れたのが家電製品であった。続々と登場する新製品が国民の消費を加速させ経済は急成長を遂げた。池田を支えた「財界四天王」と金融機関の首脳を中心とした財界グループも実働部隊として重要な役割を果たした。結果的に民間経済の潜在的エネルギーを巧みに引き出して、"ジャパンミラクル"といわれる高度の経済成長をとげた（en:Japanese post-war economic miracle）。
1960年6月の「貿易為替自由化大綱」は、3年後に自由化率80%をメドとしていたが、池田政権初年度に輸入自由化率90%という目標に変更。岸内閣当時、42%に過ぎなかった自由化率は1962年10月88%に上昇し、1964年には西欧諸国並みの93%に達成するに至った。自由化計画の当初、保護の必要があった幼稚産業も極めて速やかに一人前に成長し、欧米先進諸国の競争相手と互角に渡り合えるようになった。自動車産業がその典型で、当時、自動車が輸出産業になるとは誰も考えてなかった。池田は「昭和60年前後には、日本の自動車が世界のトップクラスに入る」と言っており、実際その通りになった。
貿易自由化の進捗は、当時日本では「第二の黒船」と騒がれた。高度成長政策の支えによって、日本企業の体質も強くなってきたとはいえ、未だ国際市場では一人立ちできるとは考えられていなかった。日本経済が自由化に耐えられるか否かは議論が絶えていなかったもしや。結果、アメリカの巨大資本にM&Aされるのではないかという危機感から、重化学工業を中心に大型合併が成されて競争力が強化され、企業の近代化投資を加速させ、貿易外取引の分野における海外旅行や外貨の廃止にもつながった。八幡製鉄、富士製鐵、JFEエンジニアリングの三社が寡占状態を形成し、一方的に価格を左右することに強い不満を持ち、通産省の幹部たちに「寡占状態はよろしくない。だいたい君たちの先輩ばかり三社にいるから通産省の腰が弱くてダメだ。住友金属工業や川崎製鉄を伸ばせ。設備投資や外貨の割り当てもその線に沿ってやれ」ときつく言い渡した。
特にレモンについては、通産省の官僚や選挙区のレモン農家の抵抗をはねのけて自由化に踏み切り、アメリカ産サンキストレモンが輸入して値段は4分の1にまで下がった。池田が一番望んでいたのは米の輸入自由化であった。そうすれば完全に日本経済は落ち着くべきある自然的な均衡状態が生まれ、それを判断基準として何でもできるだろうという考えがあった。貿易自由化によって外国製品が以前に増して各家庭に浸透した。それまでの日本の昔からの辛い食生活は、外国からの甘さが加わって変化していった。
池田の退任後自由化はストップし、再開は1970年代となっている。後の福田赳夫や中曽根康弘は、地元群馬県の名産・コンニャクの自由化に腰が引けたといわれる。

## 科学技術振興
「所得倍増計画」の主要目的五つの一つとして科学技術振興を盛り込み、「文教の刷新と科学技術振興は、すべての施策の前提ともなる」と特に力を注いだ。高度経済成長実現のため、それに即応する技術者を必要とすることを予想し、医学を含めた理学工学学生の拡充に重点を置いた文教予算を組んだ。それまでの文系学生中心の補助金からの転換で、戦後の文教政策のもうひとつの曲がり角ともいわれ、池田内閣によるこの勘案は、その後日本の先進国への歩みのなかで特筆される。1961年に文部省が理工系学生2万人の増員を決め、「理工系ブーム」が起こり、これが後の経済成長を支える基盤となった。また研究開発の推進、及び工業化対策の改善を目的に、国内に於ける独創的研究及び開発の推進が望まれ、欧米先進国に追い付くことを基本とした方向が示された。日本経済が今日あるのは、この時代の理工系学部の拡充強化で生まれた「イノベーション」のおかげという社会通念が1960年代にはあった。その考えが長きにわたり、日本の文教政策の根底に居座り続けた。また工業界、産業界に貢献する実践的な技術者の養成を目的に高等専門学校（高専）が全国で設立された他、理工系大学の新設や理工系学部増設が以降増加した。
1961年6月の池田・ケネディ会談で、三つの合同委員会の設立が決まり、その一つとして日米科学協力事業の提案が出され、日米科学委員会が設置されるなど、その後の二国間科学技術協定のモデルとなった。この協力事業では二国間の科学者の交換も行われ、とりわけ日本の若手研究者が海外に出て、より高いエネルギーの実験を進め、第一線の研究に参加することができるようになり、次の段階の重要な基盤をつくることになった。日米がん研究協力事業は、同事業に端を発する。
その他、産業部門の技術者不足、ブルーカラーの技能労働者が足らないという答申が出され、池田内閣時代には、人的資本という言葉を盛んに使い、技能労働者の拡充が行われた。一時期新設の高校は工業高校だけという時期もあった。1961年には開発あっせん等の業務を行う新技術開発事業団（現新技術事業団）が設立され、同年産業界の共同研究を推進するため「鉱工業技術研究組合法」を制定した。また世界の宇宙科学の進歩に日本がはなはだしく遅れをとり、将来に悔いを残す恐れがあるとの認識のもとに、日本の原子力政策や宇宙開発などの巨大科学の自主技術開発を目指した国家プロジェクトに官民あげて取り組むことを申し合わせ体制の整備も進められた。科学技術庁に1963年8月に日本原子力船開発事業団が、1964年7月に宇宙開発の中枢的機関として宇宙開発事業団が設置されるなど、科学技術関係の研究開発の基盤整備が行われた。1962年には「国立試験研究機関を刷新充実するための方策について」の答申が出され、東京に立地している国立試験研究機関の集中的な移転が提言され、これが茨城県筑波研究学園都市建設の主要なきっかけとなり1963年、筑波地区に国際的水準の研究学園都市を建設することが閣議了解された。その他任期中に「原子力損害の賠償に関する法律」「原子力損害賠償補償契約に関する法律」などが制定されている。

## 文教政策
政権を通じて「人づくり」の重要性を唱え、文教振興に力を注ぐと終始主張を繰り返したこともあり、これが「人づくり政策」とも称され、それに同調するように池田政権下で文部省を中心として多くの人材開発育成が成された。それまで消費と考えられがちであった教育費を、経済成長に資する教育投資として位置付ける「教育投資論」の考え方が示され、高度経済成長を背景とした経済優先政策下に於いて計画的、体系的な公教育改革が行われた。大学に対しては「経済成長に寄与・貢献する人材の養成」という義務を明確に課した。
「国民所得倍増計画」と連携して発表された産業計画会議の「教育投資の経済効果」に於いて、人間労働を教育の側面から質的に捉えなおすことを求めたため、これを受けて1962年、文部省は『日本の成長と教育』で、経済成長を達成するために教育投資がいかに必要かというレポートを出し、教育投資に大きな予算が組まれた。1963年には経済審議会が「経済発展における人的能力開発の課題と対策」を答申し能力主義の徹底を標榜、「ハイタレント・マンパワー」の養成と尊重の必要を唱えるとともに、各自が自らの「能力・適性」に応じた教育を受け、それによって得た職業能力を活用することを求めた。この二つの文書が、60年代教育政策の基本計画となった。
「選別と管理」という60年代教育政策を形成した文部省の背後には、財界が強く関与したともいわれる。経済発展のための能力開発あるいは教育訓練というマンパワー政策は、社会的にもインパクトが大きく批判を浴びた。文部省も大きな権限を持つのもここを始まりとしている。教育技術者養成機関として1961年から高等学校通信教育が、1962年からは高等専門学校（高専）が全国で設立された。「所得倍増政策」の影響で、高校、大学の進学ブームも起きた。また同計画に必要な人材を早期に発見し、適切な教育訓練実施の基礎資料とするため、文部省主催で1961年から1964年まで「全国学力・学習状況調査」が実施された。テスト・選別・競争・管理の教育体制づくり、今日に至る際限のない受験競争はここに始まったとされる。
1961年に日本母親大会が「高校全入運動」を取り上げ運動が全国に広がると、池田内閣の「所得倍増政策」として高校の増設・定員を計った。1962年以降、「みんなが高校に入れるように」というスローガンに結集する全国の父母・子ども・教師の国民要求が起こったこともあって、1961年から1963年まで相当規模の高校増設費が計上された。1964年以降は文部省が増設を打ち止めを決定したが、この池田政権3年間の予算急増で進学率も伸びた。堺屋太一は「池田内閣は"効率"を最大の社会正義にした。人間の規格化を考え、教育の規格大量生産化を実現させた。教育課程を定め、学習指導要領をつくり、全国の学校で同じことを教えさせた。生徒指導に当たり、生徒の長所を伸ばすより欠点をなくすことに重点を置いた。5段階評価とすると、優秀な子供は全科目に5が並び、普通の子供は3が並ぶ、従って能力の差は丸の大きさだけで測れる。丸の大きさを示すのが偏差値で、これ1つですべてが評価できる仕組みを徹底させ、これが教育の場に浸透した」と述べている。後藤基夫は「今日続く管理社会の指導者を作ろうとしたのが池田・佐藤時代だったと思う。それを打破しようとしたのが安保闘争と絡んだ日本の学生運動の激しい動きだった。池田・佐藤時代、明らかに彼らが日本のエスタブリッシュメントをつくるよう政策的にも色づけをしていた。あのとき色んな大学の先生、評論家がみんな政府に協力するといった形が出てきたのも、戦後できた中間層の中からエリートを作り出す作業の一つだった気がします」などと論じている。「人づくり国づくり」政策の中で、学校の教育課程は過密化し「詰め込み教育」「落ちこぼれ」「見切り発車」「教育ママ」というフレーズがマスメディアに現れた。急激な都市化と工業化の中で、子どもたちの生活は大きく変貌した。農村部では父親の出稼ぎで家庭崩壊の現象が、都市部では女性の社会進出とともに「カギっ子」問題がクローズアップされた。「核家族」「小家族」などが流行語になった1960年代は、日本の家族にとっても激しい変動期だった。その他「義務教育諸学校の教科用図書の無償に関する法律」、「特別児童扶養手当等の支給に関する法律」などが任期中に閣議決定している。

## エネルギー政策
石炭から石油へのエネルギー革命は、当時の大問題の一つであった、その決定的な段階となったのが、池田内閣成立時に進行中だった三井三池争議の解決であった。三井三池争議は1959年12月に三井三池炭鉱で発生した大規模な労働争議であるが、元は池田が通産大臣のとき進めた輸入自由化により1962年から、石油も自由化することが決定したことに端を発す。労働行政に精通した石田博英を厚生労働大臣に起用し、池田は石田に1時間おきに電話を掛け「たとえ1人でも怪我人を出してはならぬ」と指示、長期戦となった争議は組合側の敗北に終わった。これを機に、エネルギー生産は当時日本で最強の労働組合・日本炭鉱労働組合から離れることになった。日本労働組合総評議会の有力労働組合であった炭労の衰退は、総評をバックにしていた社会党に打撃を与えた。これにより石油も含めて資源全体として自由化の体制に入り、高度成長の大きな与件になった。また日本を他国より工業化を進めるために有利な条件を与えた。工業地域が日本のように出来上がった国は他にない。失業した石炭労働者は高度成長の中で他の産業に吸収させることで全体の効率化を図った。1961年に雇用・能力開発機構を設立し、炭鉱離職者を雇用した企業への補助金支給を行ったり、炭鉱離職者たちの東京や大阪での就業支援として公団住宅を建設するなど手厚いケアも行った。改革による痛みの代償として、三池・夕張・常磐炭鉱にお金を落とすのではなく、離職者の新しい就職先にお金を落とし、資源の移動を促進するような再分配政策を行った。やがてエネルギー資源は原子力へと転換、エネルギー革命の紀元もこの時代だった。

## 社会保障その他
中小企業近代化のため1963年にその後の中小企業政策の根幹となった「中小企業基本法」と「中小企業支援法」を制定し、これに基づき独占資本の要請に沿った中小零細企業の近代化は進められた。また労働者の雇用促進のため「雇用・能力開発機構」の他、池田政権を通じて、新しい福祉国家の建設のため、減税、社会保障、公共事業を三本柱とすると訴えた。福祉関連では厚生省から多くの要望が出されたが、社会保障よりも公共事業に重点を置きたい大蔵省ともめたものの社会保障政策が拡充した。1961年に国民全てが日本の医療に加入する「ユニバーサルヘルスケア・国民年金」を実現させ、同年より生活保護基準が引き上げられた。朝日訴訟の第一審判決（1960年10月19日）が生活保護基準の大幅引き上げをもたらしたという見方もある。他に「児童扶養手当法」「老人福祉法」「母子及び父子並びに寡婦福祉法」「観光立国推進基本法」などが任期中に閣議決定している。また重症心身障害児の法的保護は、1964年に障害児の娘を持つ水上勉が島田療育センターを見学した後、『中央公論』誌上に、法的な障害者保護を池田に訴える手記を発表したことが反響を呼び、1967年から導入されることになったもの。

## 影響・論評
池田内閣が所得倍増計画を発表した当時は、1959年から好況が漸く息切れしかかった時期であり、「所得倍増計画」が閣議決定され公式なものとなると、各地方公共団体や各産業の業界団体から個々の企業に至るまで「倍増計画」に合わせた長期計画作りが一大ブームとなった。「所得倍増計画」以前の経済計画は、民間企業は勿論、政府に対しても強い影響力を持ち得なかった。数多くの政治政策、運動が実施されたのは「国民所得倍増計画」以降である。この計画が「所得倍増」という壮大な課題を提示したことで、国民的合意を取り付けることに成功し、国民経済の前途を明るくした。計画初年度に当たる1961年度の民間の設備投資は、目標の3兆6000億円を突破するなど、現実の動きは「所得倍増計画」の想定を上回るテンポで進んだ。その点で「倍増計画」は、計画というよりも加速器のようなものであった。
「国民所得」や「国内総生産」「国民総生産」「経済成長」といった、一部の専門家しか知らなかった術語が、あっという間に大衆の言葉になった。1961年度予算から、概算要求基準（シーリング）が取り入れられた。
証券会社が沸き立ち、これに引きずられて鉄鋼、自動車を筆頭に軒並み設備投資に走った。時計やカメラ、ラジオ、自動車、バイクなど、「メイド・イン・ジャパン」の製品が世界に販路を広げた。コンピュータを含む情報機器の技術革新も進み、生産・輸出も拡大した。日本の"輸出大国化"は、池田後に日米貿易摩擦として政治問題化した。日米貿易摩擦は、日本が池田路線を選択したことの当然の帰結である。高度成長の中で幼稚産業だった産業も発展して国際競争力も強くなった。
1962年に一旦景気が失速し「幻の所得倍増」「破綻する所得倍増」などと池田批判があがったが、池田は高度経済成長を維持する有力な武器として、1964年開催予定の東京オリンピックに着目。公共事業の拡大には、国民が納得できる旗印が必要だが「オリンピックをてこに成長に弾みを付ける」という戦略を立て、公共事業や社会保障に積極的に予算を付けていく。それまではオリンピックへの政治の関与はあまりなかった。池田の戦略は当たり、日本経済は勢いを取り戻し「オリンピック景気」が到来した。「新幹線、東京の高速道路は、なんとしてもオリンピックに間に合わせろ」と厳命、この二つには特に惜しみなく予算を注ぎ込んだ。柔道の会場として建設された日本武道館は、池田と河野一郎建設大臣が建設場所を選定したといわれる。渋谷区のNHK放送センターは、阿部眞之助が「NHKはオリンピックのホスト局なので、主会場の国立競技場 (法人)の近くに放送施設を作りたい」と「ワシントンハイツ跡地が最適なので、将来的にNHK本部もそこに移すつもりなので何とか払い下げてもらえませんか」と池田に頼んで来て、池田が「オリンピック放送は是非とも成功させていただきたい」と払い下げを決めたものである。1960年7月から1962年7月まで蔵相を務めた水田三喜男は「オリンピックの準備は全部池田さんがした」と述べている。
その他、オリンピック開催に合わせて、各種の公共事業が全国で進められた。政府もどんどん金を注ぎ込み、財政主導で日本経済を引っ張っていく。新幹線、高速道路、港などのインフラストラクチャーの整備は大きな総需要を生み出した。オリンピックは、それまで放置されていた貧弱な道路網を飛躍的に改善する画期的な機会になった。池田は社会開発の一環として住宅政策、特に持ち家政策を重視し、都市における住宅環境の改善を目的として、持ち家政策の推進、住宅の高層化による都市改造、都市郊外の大規模開発といった新たな政策の方向性を打ち出した。都市における労働力提供のため、都市周辺に住宅地を開発して、地方から出て来て重化学工業やその周辺に勤める人々を収容できる団地をつくった。「所得倍増計画」に合わせて、建設省が1961年8月に策定した「新住宅建設五ヵ年計画」の中で、1970年までの10年間に1000万戸の住宅を建設して、一世帯一住宅を実現することを目標とし、これを実現させるために、前期の五ヵ年で400万戸を建設すると明記した。池田内閣は同時に、土地の合理化を図るための住宅の高層化促進や、宅地対策の拡充強化のための新住宅市街地の開発推進などを打ち出した。1962年の建物区分所有法制定、1963年の建築基準法の改正などで住宅の高層化を進め、1960年の宅地総合対策を策定し、これに基づいて1963年に「新住宅市街地開発法」が制定され、既に始まっていた千里ニュータウンや、1964年に決定した多摩ニュータウン、泉北ニュータウンなどの開発に適用され、こうして法整備を背景に、大手の不動産業者が、各地で新規の大規模開発、日本のニュータウン、マンション分譲や都心部の再開発、郊外住宅地の開発に乗り出していった。
池田はオリンピックをバネに「所得倍増政策」の仕上げを図った。池田内閣の時代に日本で初めての原子力発電が成功し、東海道新幹線が開業、海外旅行が自由化された。それまでは海外渡航は商用や国費留学などに限られていた。国民の所得水準はその想定を上回るテンポで向上し、人々の暮らしぶりも大きく変貌した。当時「三種の神器 (電化製品)」と言われて、一般家庭には高嶺（値）の花だったテレビ・洗濯機・冷蔵庫が、驚異的な勢いで普及したのは池田政権の時代だった。電話の普及は「所得倍増計画」以降といわれる。
最初は本当に「所得倍増計画」が実現するかどうか、国民は疑心暗鬼だったが、"投資が投資を呼ぶ"（1961年『経済白書』）好景気と消費ブームが起きた。通貨量の増大は中小企業や小売の投資拡大を支え、総合スーパーのフランチャイズが本格化し、またスーパーマーケットの設立も増加して「流通革命」という言葉も生まれた。既製服やインスタント食品の販路も急速に拡大した。消費の大型化・高級化・多様化が進み、国民の生活も大きく変えていった。"レジャー"という新しい言葉が日常の暮らしの中で使われはじめたのもこの頃からで、"レジャーブーム"という和製英語も流行した。旅行会社やゴルフ、スキー、ボウリング、広告代理店・クレジット業界などもこの時期伸びた。日本経済が復興の時代を経て、新たな段階への飛躍の基盤を整えたのが池田政権の時代といえる。これらは「1億総中流社会」を作り上げたという見方もある。この時代に日本人がノスタルジアを持つのは、生活様式の面で、現代日本の原点だからである。
反面、「高度成長のひずみ」としてインフレーションや第一次産業の激減、大都市一極集中と地方の過疎化、公害、自然破壊などの多くの問題を生んだ。これらが表面化したのは池田が亡くなった後で、池田はそれらを知らずに世を去った。